# Lion Feuchtwanger
Lion Feuchtwanger [ˈli:ɔn ˈfɔ͡ø̯çtˌv̥aŋɐ] (pseudònim: J.L. Wetcheek) (Múnic, 7 de juliol de 1884 - 21 de desembre de 1958) va ser un novel·lista jueu d'origen alemany.

## Família
Va créixer en una casa que va ser tant jueva com ferventment patriota cap a Alemanya. Aquesta dicotomia apareixeria més tard en les seves obres escrites, sobretot en la seva novel·la Josephus.

## Principi de la seva carrera i persecució
Lion va servir a l'exèrcit alemany durant la Primera Guerra Mundial, una experiència que el va dur a una inclinació esquerrana en les seves obres. Es va convertir en una figura coneguda del món literari i ja era popular el 1925 quan la seva primera novel·la amb èxit, Jud Süss, va ser publicada.
També va publicar Erfolg que era una crítica poc velada cap al partit nazi i Hitler. El nou règim feixista va començar aviat a perseguir-lo, i mentre que estava en una gira de conferències als Estats Units, a Washington DC, Hitler va arribar al poder i l'ambaixador alemany, Friedrich Wilhelm von Prittwitz und Gaffron, li va recomanar que no tornés. La seva casa va ser saquejada, i això va tenir com a conseqûència la pèrdua de diversos manuscrits.
Ell i la seva dona no van tornar a Alemanya; es van traslladar al sud de França, establint-se a Sanary sur Mer. Els seus treballs estaven inclosos entre els cremats pels nazis. La seva ciutadania alemanya va ser retirada pel règim nazi; va ser declarat per aquests com L'Enemic número 1 de l'Estat. (Això s'esmenta en la seva novel·la Der Teufel in Frankreich - El diable a França-).

## Obra
En les seves obres, Feuchtwanger va exposar les polítiques racistes nazis anys abans que Londres i París abandonessin la seva política d'apaivagament. També recordava que els polítics americans havien suggerit que calia donar a Hitler una oportunitat. Amb la publicació de Die Oppermanns el 1933, es va convertir en el més destacat portaveu de l'oposició al Tercer Reich. La novel·la va ser traduïda en un any al txec, danès, anglès, finès, hebreu, hongarès, noruec, polonès i suec.
El 1936, encara a Sanary sur Mer, va escriure Der falsche Nero (El fals Neró), on comparava al nou ric romà Terentius Maximus que pretenia ser Neró amb Hitler.

## Presó i fugida
Quan els alemanys van envair França el 1940, Feuchtwanger va ser capturat i internat en un camp de concentració. No obstant això, va aconseguir escapar amb l'ajuda de la seva dona Marta i Varian Fry, un periodista americà que va ajudar a fugir molts refugiats de la França ocupada. Feuchtwanger va aconseguir asil als Estats Units, es va establir a Los Angeles, on va continuar escrivint fins a la seva mort el 1958.